# Chiesa delle Anime Sante (Alcamo)
La chiesa delle Anime Sante è una chiesa cattolica che si trova ad Alcamo, in provincia di Trapani.
Annesso alla chiesa si trova l'oratorio salesiano Don Bosco.

## Storia
La chiesa, anche se ideata nel 1577, fu costruita solamente nel 1813 da parte della Compagnia del S. Monte di Pietà, presso il cimitero degli appestati che si trovava nella zona di Sant'Ippolito, la cui chiesa diede il nome a un casale fra i più antichi di Alcamo.
Dopo il crollo della vecchia chiesa di Sant'Ippolito a fine ‘700, nacque la necessità della presenza di una nuova chiesa  (1816), che fu dedicata alle Anime Sante del Purgatorio.
Caduta in rovina, la chiesa venne abbandonata e le tombe distrutte: le ossa e i resti mortali furono trasferiti nelle fosse comuni del Cimitero dello Spirito Santo e il terreno venne ceduto dal Comune come cava di pietra.
Nel 1942 la chiesa venne eretta a parrocchia autonoma; nel 1937 venne costruita la casa canonica e nel 1964 venne consacrata la cripta che sorge sotto la struttura dell'odierna chiesa.

## Padri salesiani
I padri salesiani, fondati nel 1855 da san Giovanni Bosco, con lo scopo di educare i ragazzi di famiglie bisognose, ebbero l’approvazione di papa Pio IX nel 1874. 
Dal 5 ottobre 1958, i primi padri salesiani (don Girolamo Giardina, in qualità di parroco, don Giuseppe Falzone in qualità di direttore dell’oratorio ed il coadiutore Antonino Miraglia), inaugurarono la tanto attesa casa salesiana. 
Dopo tante difficoltà burocratiche, riuscirono a istituire l’oratorio Don Bosco (Centro giovanile salesiano) nei locali accanto alla chiesa parrocchiale delle Anime Sante, che essi stessi hanno edificato sul posto della vecchia chiesa dell’Ottocento.
Durante la loro presenza ad Alcamo, i salesiani hanno saputo svolgere, oltre alle attività liturgiche, diverse attività culturali, ricreative, e soprattutto teatro per i giovani; da ricordare nel 2014 un progetto importante che ha avuto grande successo e che ha coinvolto tanti ragazzi ed educatori della comunità: Don Bosco il musical.
Con il passare degli anni varie sono state le attività che hanno coinvolto i giovani nell’oratorio alcamese: corsi di formazione, gruppo G x G (Giovani per i Giovani), basket, calcio, pallavolo, ping pong, danza, corsi di chitarra, giornalino dell’oratorio, riciclaggio della carta, scout, Gruppo Estivo (Grest) ecc.
Nella chiesa è presente dal 1928 la Congregazione del terz'ordine carmelitano di santa Teresa di Gesù: è tuttora esistente e venera una statua di santa Teresa che si trova nella chiesa.

## Descrizione

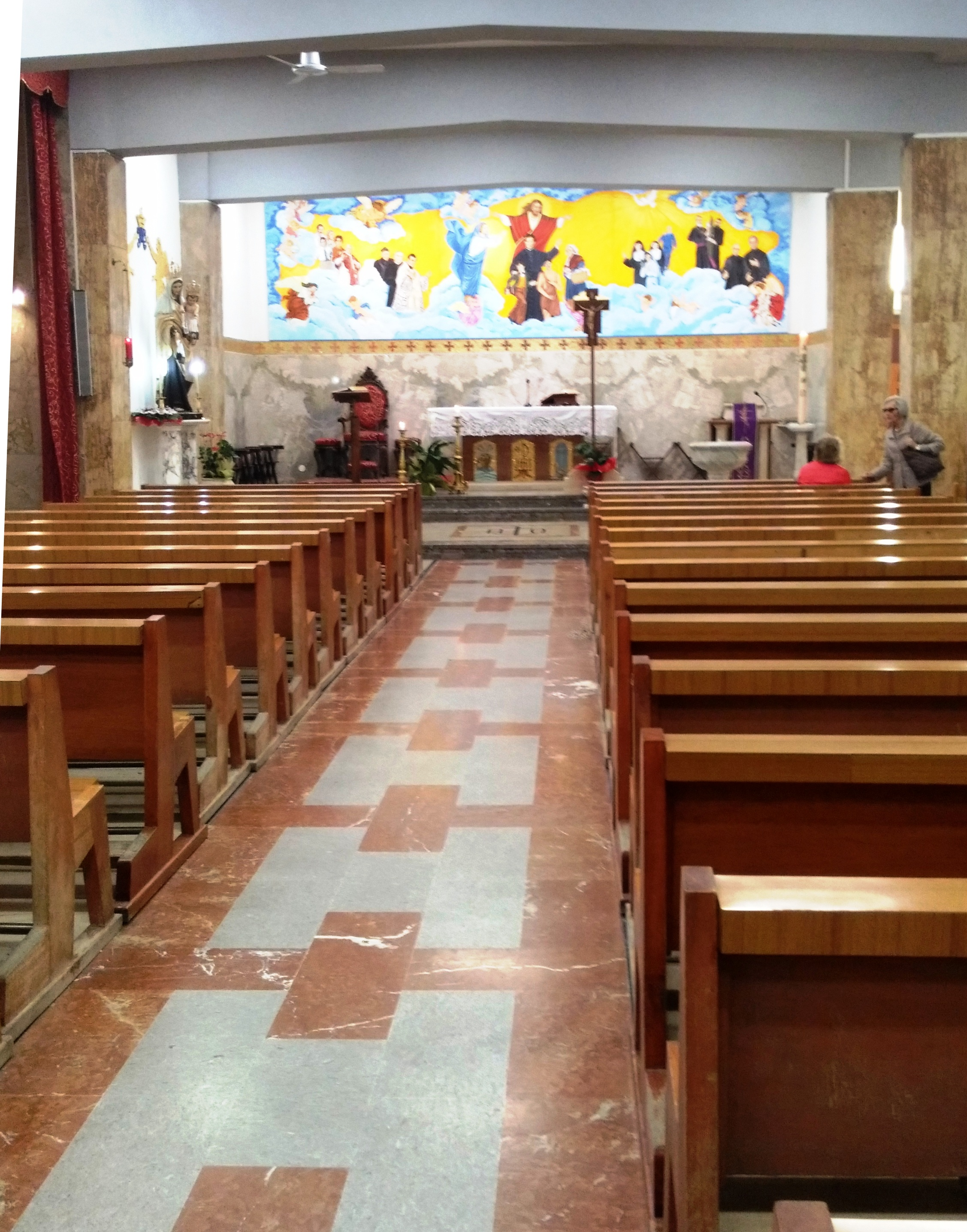
La chiesa dell'Oratorio

La chiesa, a navata unica,  ebbe in origine un solo altare, per il quale il palermitano Raffaele Genovese realizzò (1854) un grande dipinto raffigurante le anime del Purgatorio, con sopra la Madonna dei Miracoli, e san Rocco e san Sebastiano ai due lati: questa tela è scomparsa in seguito.
Innalzata a parrocchia ausiliaria nel 1919 e nel 1942 a parrocchia autonoma, la chiesa fu affidata nel 1958 ai salesiani che, demolita, costruirono, su progetto dell’architetto Giacomo Leone da Catania, quella tuttora esistente, in uno stile moderno.
Nella chiesa dell'Oratorio, sulla parete a destra, si trova una piccola statua di Santa Teresa, poi la copia della tela che rappresenta le Anime Sante del Purgatorio realizzata da Pietro Novelli e posta sull'altare maggiore della Chiesa di Sant'Oliva di Alcamo e una statua di San Giovanni Bosco; sul lato sinistro c'è una statua di San Domenico Savio, una tela che rappresenta San Giuseppe con il Bambino Gesù e una statua del Sacro Cuore di Gesù. 
A seguire è collocata una statua di Maria Santissima del Carmelo su un piedestallo, mentre sull'altare maggiore si trova un dipinto con tre pannelli dove campeggiano le figure di Gesù (dietro San Giovanni Bosco), Maria e diversi gruppi di sacerdoti salesiani e prelati sui due lati, con gruppi di angeli che fanno da cornice.